# 广东环境保护工程职业学院
广东环境保护工程职业学院（英語：Guangdong Polytechnic of Environmental Protection Engineering,GDPEPE）是位于中华人民共和国广东省的一所高等职业技术学院，由广东省教育厅主管，校园占地面积476亩，建筑面积8.7余万平方米。

## 办学历史
2010年2月经广东省人民政府批准在原在广东省环境保护职业技术学校（创于1978年）基础上设立全日制公办高等职业院校。2013年，广东环境保护工程职业学院与广东省环境保护职业技术学校分别独立办学。2019年10月，通过教育部现代学徒制第二批试点单位验收。2021年，广东环境保护工程职业学院与广东省环境保护职业技术学校实施集团办学。

## 院系设置
截至2024年11月，广东环境保护工程职业学院下设十院三部，开设有30个高职专业。
- 环境工程学院
- 环境监测学院
- 环境管理与大数据学院
- 人居环境学院
- 节能与安全学院
- 先进制造学院
- 食品健康学院
- 继续教育学院
- 马克思主义学院
- 创新创业学院
- 公共课教学部
- 体育工作部
- 中职教育部